# Mesoleius exsculptus
Mesoleius exsculptus là một loài tò vò trong họ Ichneumonidae.